# Monument de la libération de Chongqing
 (janvier 2021).
 (signalé en mai 2025).
Si vous disposez d'ouvrages ou d'articles de référence ou si vous connaissez des sites web de qualité traitant du thème abordé ici, merci de compléter l'article en donnant les références utiles à sa vérifiabilité et en les liant à la section « Notes et références ».
- Archive Wikiwix
- Bing
- Cairn
- DuckDuckGo
- E. Universalis
- Gallica
- Google
- G. Books
- G. News
- G. Scholar
- Persée
- Qwant
- (zh) Baidu
- (ru) Yandex
- (wd) trouver des œuvres sur Wikidata

Le monument de la libération de Chongqing (ou Chóngqìng jiěfàng bēi en chinois mandarin) est un monument et point de repère situé à Chongqing en Chine. 

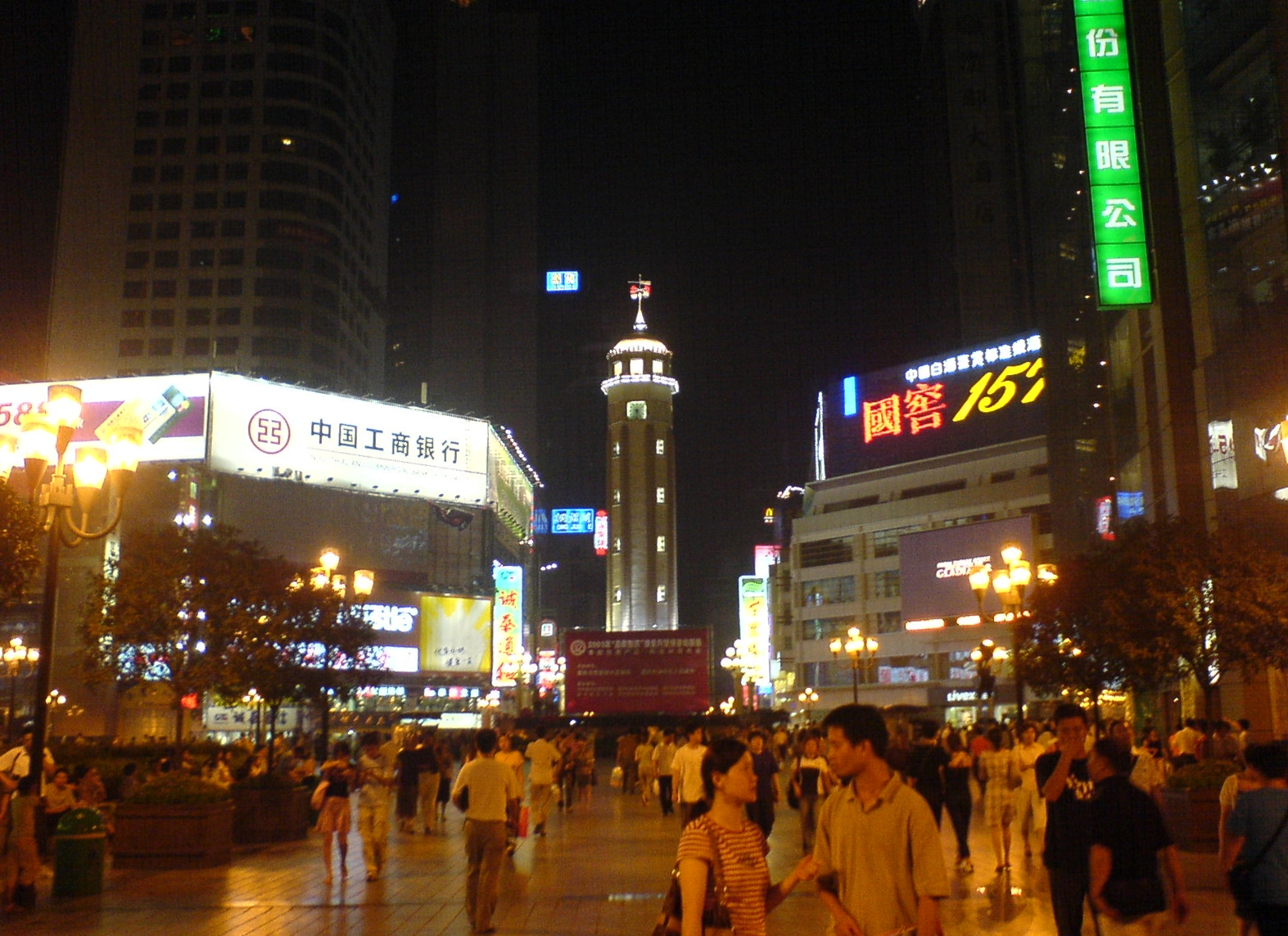

## Histoire
C'est Chiang Kai-shek qui a ordonné la construction d'un monument à la place d'un monument bombardé qui s’appelait "la forteresse spirituelle". Le monument a été achevé le 30 décembre 1941 sur la Chongqing Duyou Street Plaza Center. Le monument est en bois, recouvert de ciment, et en forme de cône carré d'une hauteur de 7,7 mètres. Il a été construit pour la libération de Chongqing durant la guerre sino-japonaise. 

## Monument de la victoire dans la guerre sino-japonaise
Le 31 octobre 1946, la première pierre d'un nouveau monument est posée sur le site d'origine de la "Forteresse spirituelle". En décembre, le nouveau monument est officiellement inauguré. La structure est changée et adopte un style octogonal en béton armé. Durant 1947 est terminée l'inscription «Monument de victoire dans la guerre sino-japonaise»  Dans la stèle est présentée une lettre du président américain Roosevelt que dissimulent toujours les habitants de Chongqing pour célébrer leur victoire durant la Seconde Guerre mondiale.